# Rio Grande (grzbiet)
Rio Grande - rozległy grzbiet podmorski na dnie Oceanu Atlantyckiego. 
Rozciąga się on od stoku kontynentalnego Ameryki Południowej do Grzbietu Śródatlantyckiego. Najmniejsza głębokość nad grzbietem wynosi 683 m. 
Nie jest grzbietem śródoceanicznym związanym ze strefą spreadingu - rozrostu dna oceanicznego. Prawdopodobnie jest to grzbiet powstały w wyniku przesuwania się płyty oceanicznej ponad tzw. plamą gorąca.